# Phyllanthus obfalcatus
Phyllanthus obfalcatus är en emblikaväxtart som beskrevs av Tobias Lasser och Bassett Maguire. Phyllanthus obfalcatus ingår i släktet Phyllanthus och familjen emblikaväxter. Inga underarter finns listade i Catalogue of Life.